# De la brevedad de la vida
De la brevedad de la vida (De brevitate vitae) es un texto escrito por el filósofo romano Séneca en el año 55 d. C. e incluido en su obra Diálogos.
Este libro, dedicado a Paulino —quien probablemente fue cuñado de Séneca—, es quizás el que más influencia ha ejercido en la posteridad, sobre todo en los autores españoles del Siglo de Oro. 
En él, Séneca afirma que la vida, aunque lo pueda parecer, no es breve, sino que es el individuo quien hace que así lo sea. Uno de los motivos por los cuales se considera que la vida es corta, es porque no se sabe aprovecharla.

## Reflexión
Séneca aconseja que no se debe perder el tiempo en investigar asuntos que en realidad carecen de importancia y, sin embargo, sí se debe aprovechar bien el tiempo propio. 
Para evitar que la vida parezca breve, hay que intentar no estar ocupados, pues como dice el propio filósofo hispano "[...] mientras tú estás ocupado huye aprisa la vida [...]". 
En este libro también se mencionan conceptos como la fugacidad del tiempo presente hasta el punto de casi negar la existencia. "En tres tiempos se divide la vida: en presente, pasado y futuro. De éstos, el presente es brevísimo; el futuro, dudoso; el pasado, cierto". En efecto, lo único que se puede sentir como cosa real, es el pasado. (este concepto también se repite en el libro De consolación). 
Para Séneca, aquel que mejor vive la vida, es el sabio, ya que recuerda sabiamente el pasado, sabe aprovechar el presente y dispone el futuro. Esta unión de los tres tiempos, hace posible que la vida del sabio sea larga; y muy corta la de aquellos que se olvidan del pasado, descuidan su presente y miran al futuro con miedo y temor.